# فواز زريقات
فواز عبد الله زريقات (1955-2010) هو رجل أعمال أردني.
ورد اسم زريقات كأحد المتورطين في فضيحة النفط مقابل الغذاء التي طالت الأمم المتحدة والمتعلقة بفساد مصدّري النفط العراقي'. In the 2004 Duelfer Report حيث اتهم زريقات بأنه تلقّى مخصصات نفطية من العراق عبر شركة الشرق الأوسط لأشباه الموصلات. وذكرت وثائق أخرى أن الوسيط كان شركة أخرى هي شركة أريديو للنفط. مارس زريقات الأعمال في العراق منذ عام 1986، وكان شقيقه حاتم سجيناً سياسياً في سوريا منذ عام 1981، حيث تشارك مع طارق عزيز في زنزانة واحدة.
رأس فواز زريقات إدارة محطة تلفزيون العرب ATV وهي قناة بثّت باللغة الإنجليزية وكان لها مكاتب في لندن وبغداد، صوّرت ووزعت في أنحاء العالم لقاءً بين توني بين وصدام حسين في فترة ما قبل حرب العراق لكن بثّ المحطة لم يدم طويلاً.
كان أيضاً عضواً في لجنة التعبئة الوطنية للدفاع عن العراق (NMCDI)، ومقرها الأردن. اعتقلته دائرة المخابرات العامة (الأردن) في 3 آذار 2003 في عمان مع رجال أعمال بارزين كان لهم صلات مالية مع نظام صدام حسين. وقد أفرج عنه في وقت لاحق.
توفي في شهر آذار عام 2010 في عمان عن عمر 56 عاماً.

## وصلات خارجية
- "Jordan: Possible prisoner of conscience/Legal concern, Fawaz Zurayqat" نسخة محفوظة 31 ديسمبر 2004 على موقع واي باك مشين., منظمة العفو الدولية, 24 March 2003.